# Alex Blake
Alex Blake (née Miller) es un personaje ficticio del drama criminal de la CBS Criminal Minds, retratado por Jeanne Tripplehorn. Blake apareció por primera vez en «El silenciador» -episodio uno de la octava temporada-, reemplazando a la agente Emily Prentiss, que había renunciado al término de la séptima temporada.
El 14 de mayo de 2014, se reveló en el final de la temporada 9 que Blake dejaría la serie. El episodio final de Tripplehorn como miembro principal del reparto en el show fue el 14 de mayo de 2014, episodio «Demons».

## Antecedentes
El nombramiento de Blake en la BAU tuvo algunas reacciones contradictorias, ya que el equipo estaba cerca de Prentiss. Blake se unió a la BAU para restaurar su reputación después de que Blake fue culpado por arrestar al sospechoso equivocado en el caso Amerithrax y el Jefe de Sección Erin Strauss la dejó caer. Como resultado, ella y Strauss no se llevan bien, con Strauss acusándola de unirse por razones egoístas, pero finalmente hacen las paces. El resto del equipo reconoce su experiencia y generalmente son menos antagónicos con ella.
Blake se graduó de Berkeley con una doble especialización y también tiene un doctorado. Fue reclutada en el FBI a la edad de 24 años, convirtiéndola en una de por lo menos dos miembros del equipo para unirse a la Oficina a principios de sus 20 años, junto con Spencer Reid. Blake es también profesor de lingüística forense en Georgetown, donde Reid había dictado conferencias anteriormente, y un SSA en la oficina de campo de Washington. Durante su tiempo inicial en el FBI, Blake estuvo involucrada en algunos casos de alto perfil, particularmente el caso Unabomber. Blake entiende el lenguaje de signos americano. En el episodio de la novena temporada "Bully", se revela que Blake está separada de su padre Damon (un capitán de policía retirado del Departamento de Policía de Kansas City) y su hermano menor Scott (un detective de homicidios en la actualidad); Después de la muerte de su hermano mayor Danny (un policía asesinado en el cumplimiento de su deber) y su madre, ella encontró demasiado doloroso estar cerca de su padre y su hermano, y se distanció de ellos. Sin embargo, después de que Scott es herido por el sudes, los dos hermanos comienzan a reconectarse, y al final del episodio, ella se reconcilia con Scott y Damon cuando ella y el resto del equipo de BAU tienen una barbacoa en la casa de su padre.

## Temporada ocho
En" The Silencer", Blake reanuda su trabajo con la BAU, específicamente con el equipo dirigido por Hotch y Rossi, ayudándoles a investigar a un asesino en serie en Seattle, Washington, que usaba a su hijo para atraer a sus víctimas y, según ella,"hacía que Ridgway pareciera un santo". A su regreso de Seattle, conoce a Morgan y García, que acababan de regresar de su visita a Prentiss en Inglaterra, y este último tiene un momento introductorio vergonzoso con Blake. Blake entonces asiste al equipo en su investigación de un convicto fugado reveló ser el infame asesino en serie "El Silenciador". Ella y Reid trabajan juntas para tratar de deducir un significado detrás de los mensajes dejados por el sudes, y cuando el Silenciador es identificado y localizado correctamente, Blake intenta hablar con él, comunicándose con él a través del lenguaje de señas, ya que es sordo. Su intento de contactarlo no tiene éxito y se suicida. Al final del episodio, Blake y García se encuentran y rehacen sus presentaciones, iniciando una amistad.
En "Complejo de Dios", ella nota que Reid está actuando de manera extraña, y cuando él le pide que lo deje en un teléfono público, ella lo hace y luego le pregunta qué está pasando. Reid le dice rápidamente que él ha empezado a llamar a una mujer llamada Maeve Donovan en una relación romántica potencial, y que él no quería decirle esto a nadie más. Blake promete no decírselo a nadie. Al final del episodio, Morgan le dice a Reid que conoce su secreto, pero de García. Reid le agradece a Blake mientras sigue durmiendo. En "La buena tierra", Blake ayuda en la investigación actual y es capaz de hablar con éxito sobre el sudes delirante, permitiendo un arresto. En "Magnum Opus", ella es capaz de deducir la motivación detrás de los asesinatos del sudes y en particular abraza el regreso de Reid a la BAU después de una breve licencia tras la muerte de Maeve. En "Carbon Copy", finalmente acepta una disculpa dada por Strauss, quien quiso enmendar el caso Amerithrax.
En "#6", James hace una visita sorpresa a su casa. Él trata de decirle algo, pero antes de que pudiera terminar su anuncio, Blake recibe una llamada de la BAU, y ella se ve obligada a irse e investigar un caso. James lo aprueba, sabiendo que es su trabajo. Al final del episodio, ella regresa a casa, y James finalmente le dice que le habían ofrecido un trabajo como profesor en la Universidad de Harvard, y que accedió a aceptarlo si Blake venía con él y tomaba un puesto como profesor de lingüística. Él entonces cita que los dos habían querido volver a ser una "verdadera pareja", y que esta era su oportunidad. Sin embargo, Blake lo rechaza, diciendo que estaba apegada a su trabajo actual. Esperando esa respuesta, James está de acuerdo con los términos que ella ofrece, en los cuales lo visitaría los fines de semana y días festivos. En "Brothers Hotchner", se ofrece como voluntaria para llevar a Strauss de vuelta a su habitación de hotel en Nueva York después de que el equipo resuelva un caso.
En el siguiente episodio, un asesino en serie y acosador conocido como el Replicante secuestra y mata a Strauss. La investigación subsiguiente revela que el Replicante tiene una venganza personal contra Blake, ya que había estado copiando a los sudes que el equipo detuvo tras su ingreso en la BAU. Como resultado, encuentran a la primera víctima del Replicante, una mujer asesinada al estilo del asesino en serie que ella y el equipo capturaron en Seattle el año pasado. Luego identificaron al Replicante como John Curtis, un brillante pero solitario agente del FBI que investigó el caso Amerithrax junto con Blake y Strauss; él estaba apuntando a la BAU porque también fue acusado de una caída por Strauss después del arresto equivocado. Como resultado, Curtis había sido severamente degradado, y cuando Blake pudo volver a la cima retomando el trabajo con la BAU, se puso celoso y apuntó al equipo, especialmente Blake. Cuando el equipo se dirige a un tramo de tierra propiedad de la familia de Curtis, el helicóptero que la transporta, Reid y Hotch, es hackeado por Curtis y aterriza en tierra. Curtis embosca a los pasajeros, les saca la gasolina y rapta a Blake, llevándola a una casa con múltiples explosivos. Él la coloca en un asiento diseñado específicamente para activar el proceso de cuenta atrás, y cuando ella recupera el conocimiento, Curtis le grita acerca del éxito que logró mientras él continuaba sufriendo de su degradación. Luego se va, al igual que el resto de la BAU, excepto Rossi, que se vio obligado a quedarse tras un incidente de envenenamiento, que irrumpió para rescatarla. Sin embargo, todos están atrapados dentro de la habitación; la intención de Curtis era matar al equipo con las bombas. García logra contrarrestar la cuenta atrás, dándole a Rossi (que fue a la casa por su propia voluntad) el tiempo suficiente para rescatar a los agentes atrapados, incluyendo a Blake. Rossi atrapa a Curtis dentro de la habitación, justo antes de que explote, presumiblemente matándolo. Blake más tarde celebra la vida de Strauss con el resto del equipo.

## Temporada nueve
En el episodio "En La Sangre", Blake asiste a la fiesta temática del "Día de los Muertos"de García. Cuando el equipo comienza a preparar fotos de familiares o amigos cercanos que actualmente están muertos, Blake pone una foto de su madre y les cuenta cómo ella le ayudó a darle un amor por los crucigramas, lo que a su vez la inspiró a seguir una carrera de lingüística.
En el episodio "Bully", Blake investigó un caso en Los Ángeles con el resto del equipo y acabó siendo herido de bala en el brazo por el sudes mientras intentaba impedir que matara a una mujer que secuestró. Momentos después, ella recibió una llamada de Damon, quien le pidió que regresara a su ciudad natal de Kansas City, ya que él sospechaba del asesinato de un corredor, que él rastreó una aparente conexión con los asesinatos de dos estudiantes de secundaria. Blake está de acuerdo y lleva la BAU a Kansas City, donde es recibida por él y se demuestra que tiene la opinión más alta de Damon sobre la de Scott, con quien tiene tensión. Más tarde, cuando Scott es golpeado inconscientemente por el sudes mientras interroga a un hombre llamado Charles Gates (que luego es asesinado por el sudes), Blake y Damon caen en la desesperación tras el ataque, y el primero se vuelve más conectado al caso que nunca. El sudes es finalmente arrestado la noche siguiente, y al día siguiente, Blake lleva a Scott a la casa de su familia, donde finalmente se da cuenta de que le habían disparado, algo que ella nunca le reveló a él o a Damon. Ella admite que nunca visitó a su familia o incluso les llamó por teléfono porque sintió que al hacerlo, recordaría a su difunta madre y hermano. Los dos entonces hacen las paces ya que tienen una barbacoa con Damon y todo el equipo de BAU.
En el episodio "200", ella ayudó al resto del equipo a encontrar a Mateo Cruz, Director Jefe de la Sección JJ y FBI, cuando ambos desaparecieron. Durante la búsqueda, la BAU recurre a la ayuda de Prentiss, a quien Blake reemplazó, y los dos se encontraron por primera vez. Al final del episodio, Blake expresa su felicidad al conocer finalmente al agente del que los demás le han hablado.
En "Mr. & Mrs. Anderson", Blake encabeza el interrogatorio de Judith Anderson, quien solicita hacer una llamada telefónica a Alan, pero Blake niega la solicitud y pregunta sobre la enfermedad de transmisión sexual de Alan, a lo que ella responde que ella lo sabía y que ya no guardaban secretos. Blake entonces muestra sus fotos de mujeres que Alan mató solo, pero ella continúa protegiéndolo y pide un abogado. Más tarde, Blake le dice a Judith que Alan trató de violar y matar a Kathleen Benedict antes de prometerle que si coopera, se moverá para reducir su sentencia. Cuando Judith se niega a aceptar la oferta, Blake le dice que el collar que Alan le regaló anteriormente fue robado a una víctima y que mató solo la misma noche que se lo regaló. Esto la enfurece, y cuando ella lo ve mientras lo llevan a la comisaría de policía, le abofetea furiosamente, le tira el collar en la cara y le declara que lo odia.
En el episodio "Blood Relations", Blake asistió al equipo en la búsqueda de un sudes en West Virginia. Al llegar a la choza donde el sudes fue concebido, el equipo decide separarse en el bosque para cubrir más terreno. Blake busca su área sola e informa a Morgan que tiene ojos en Cissy Howard, a quien el sudes había amañado con un árbol. El sudes entonces aparece y ataca a Blake y ambos caen al agua, con Blake apretando su gatillo sin dirección. Una bala roza al sudes en la cabeza, aparentemente dejándolo inconsciente y haciendo que ambos se sumerjan en el agua, y cuando Morgan, Rossi y JJ llaman a Blake, JJ notan burbujas en el lago. Blake vuelve a aparecer y les ordena que "disparen a todas partes", pero cuando no pueden encontrar un cuerpo, Blake se preocupa. Se seca, y habla con JJ sobre cómo le va. JJ insiste en que el sudes está muerto, y Blake se lo repite a sí misma. Sin embargo, el sudes se muestra vivo y bien, atacando a una pareja en Kentucky.

### Salida
En el final de la temporada 9 de dos partes,"Ángeles" y "Demonios", Blake se siente consternado y deprimido cuando el sudes le dispara en el cuello a Reid después de empujar a Blake fuera del camino y casi muere, incluso comentando que debería haber sido ella quien le disparó en su lugar. Ella también está aún más molesta cuando rescata a un joven que estaba siendo utilizado por el sudes como palanca de presión contra su madre. Aunque Reid sobrevive, Alex está muy sacudido por el caso, y le revela a Reid que tanto él como el joven le recordaron a su difunto hijo Ethan, que murió de una enfermedad neurológica anónima a la edad de 9 años. Su culpa y angustia por la muerte de Reid tocó un gran nervio con ella, aparentemente empujándola al punto de ruptura. Al final de los "Demonios", ella se sienta aparte del resto del grupo en el avión de regreso a casa, y está implícito que envía un mensaje de texto a Hotch entregando su renuncia. Después de llevarse a Reid a casa, contarle lo de Ethan y marcharse, Reid encuentra su insignia del FBI en su bolso, y la ve marchar, entristecida pero aceptando, desde su ventana.